# اینیگو سروانتس هوئگون
 اینیگو سروانتس هوئگون (انگلیسی: Iñigo Cervantes Huegun؛ زادهٔ ۳۰ نوامبر ۱۹۸۹) یک تنیس‌باز اهل اسپانیا است.